# Malaia gnomonica
Malaia gnomonica är en skalbaggsart som beskrevs av Ludwig Wilhelm Schaufuss 1885. Malaia gnomonica ingår i släktet Malaia och familjen Rutelidae. Inga underarter finns listade i Catalogue of Life.